# Renia bipunctata
Renia bipunctata là một loài bướm đêm trong họ Noctuidae.